# Erdősi Gyula
Erdősi Gyula (Budapest, 1944. január 3. –) magyar villamosmérnök, közgazdász, egyetemi docens.

## Szakmai életútja
A Medve utcai általános Iskolában (1950–1958), majd a budapesti Toldy Ferenc Gimnáziumban (1958–1962) tanult. 1962–1963-ban segédmunkás volt a Távközlési Kutató Intézetben.
A Budapesti Műszaki és Gazdaságtudományi Egyetem Villamosmérnöki Kar Híradástechnikai Szakán végzett 1968-ban, majd 1969-ben a Villamosmérnöki Karon mérnök-tanári oklevelet szerzett. A Gépészmérnöki Karon gazdasági mérnöki oklevelet szerzett 1974-ben, doktorált 1976-ban, a közgazdaság-tudományok kandidátusa fokozatot 1983-ban szerezte meg.
A Távközlési Kutató Intézet gyakornoka (1962–1963), tudományos segédmunkatársa (1968), a Kohó- és Gépipari Minisztérium Ipargazdasági, Szervezési és Számítástechnikai Intézetének szervezője (1969), a Budapesti Műszaki és Gazdaságtudományi Egyetem Ipari Üzemgazdaságtan, később Vállalati Vezetés és Gazdaságtan Tanszék tanársegéde (1969–1976) egyetemi adjunktusa (1976–1986), egyetemi docense (1986–1995).
Vállalati informatikával, innovációs lehetőségek feltárásával, illetve információs rendszerek szervezési hatékonyságát növelő módszerek fejlesztésével, innovatív csoportmunkával, a mesterséges intelligenciával és iskolateremtő hálózatokkal is foglalkozott. Az MTA Vezetés- és Szervezéstudományi Bizottság tagja.
A Pontus Kft. ügyvezető igazgatója, az „iskolateremtők” könyvsorozat létrehozója és kiadója is volt.

### Családja
Apja, Erdősi Gyula (1915–1999) a gépi adatfeldolgozó osztály vezetője volt az Ikarusban. Anyja, Hámori Magdolna (1921–1980) háztartásbeli volt. Felesége Tóth-Urbán Krisztina (Budapest, 1950–) aneszteziológus orvos.
Gyerekei: Erdősi László (Budapest, 1977) ügyvéd, régész, Erdősi Kálmán (Budapest, 1979) közgazdász és Erdősi Magdolna (Budapest, 1981) közgazdász.
Unokái: Erdősi Márk (Budapest, 2003) a BME hallgatója, Ács Vilmos (Budapest, 2016), Ács Róbert (Budapest, 2019) és Ács Magdolna (Budapest, 2022). Menye: Erdősiné Bakó Szilvia (Budapest, 1980) közgazdász. Veje: Ács Barnabás közgazdász (Budapest, 1979).

## Legfontosabb publikációi
- A szervezés időszerű kérdései (több társszerzővel) Budapest, 1973
- Organisation de la production. 1-4. kötet (társszerző Nahlik Gábor). Budapest, 1976
- A gazdasági termelőrendszer irányításának egyes új módszerei (társszerző Kocsis József). Budapest, 1977
- Információrendszerek tervezésének csoportmunkán alapuló koncepciója. Budapest, 1980
- Vállalati információrendszerek szervezésének egyes problémái. Budapest, 1981
- Innográf technika és alkalmazása; Műszaki Egyetem, Ipari Üzemgazdaságtan Tanszék, Bp., 1981
- Innovatív csoportmunka és a szervezés. Budapest, 1982
- Az innovációk feltárásának módszerei az információrendszerek fejlesztésében. Kandidátusi értekezés. Budapest, 1982
- Vezetés és szervezés az innovációban (bibliográfia Rohla Mártonnéval). Budapest, 1983
- Csoportos szellemi alkotó technikák (társszerzők: Bálint Sándor, Nahlik Gábor). Budapest, 1984
- Környezetünk és a vállalati informatika (társszerző Ladó László. Budapest, 1985
- Innovatív vezetés és informatika (bibliográfia Rohla Mártonnéval). Budapest, 1986
- Műszaki fejlesztés, innováció, vállalkozás. A III. Országos Műszaki Fejlesztési Konferencia tanulmánykötete (szerkesztette Dóri Tiborral, Pakucs Jánossal) Budapest, 1988
- Innovációs menedzsment; Távközlési Könyvkiadó, Budapest, 1992